# Маскевич, Самуил
Самуил Маске́вич (пол. Samuel Maskiewicz; около 1580,  д. Сервечь Новогрудского повета — после 1632) — литовский офицер, гусар Великого княжества Литовского, участник московского похода, писатель-мемуарист, автор дневника, публиковавшегося в России.

## Биография
Шляхтич герба Одровонж. По вероисповеданию — кальвинист. Владел деревней Сервечь (сейчас Кореличский район, Гродненская область, Беларусь).
В 1601 году в составе полка Габриеля Войны воевал со шведами в Ливонии. Позднее находился при дворе Адама Вишневецкого в Брагине. Затем служил на Подолье, сражался против Сандомирской конфедерации.
В 1609 году с войском короля Сигизмунда III отправился в поход на Смоленск, провёл под Смоленском восемь месяцев. Затем королевский полк князя Януша Поруцкого, в котором служил Маскевич, присоединился к войску польного гетмана коронного Станислава Жолкевского и принимал участие в  победоносной битве при Клушине (24.06.1610).
В 1610—1611 годах находился с гетманом Гонсевским в Московском Кремле, сражался с ополчением Ляпунова и Трубецкого. Приводил московских жителей к присяге королевичу Владиславу IV.
С 1615 года служил у клецкого ордината, старосты Упитского Яна Альберта Радзивилла (1591—1626); затем у князя Николая Христофора Радзивилла Сиротки.
В 1617—1618 годах избирался послом (депутатом) Главного Трибунала ВКЛ от Новогрудского повета.
С 1628 года — новогрудский земский писарь.
Стал сторонником князей Сапег. С их помощью был назначен новогрудским подвоеводой (после 1632—1638?).
В конце жизни построил униатскую церковь в деревне Сервечь.

## Творчество
В 1625—1631 годы вёл дневник (Diariusz), изображающий события, начиная с 1594 по 1621 год, в том числе Смутного времени на Руси, воцарение Лжедмитрия I, русско-польской войны (1609—1618) и польско-турецкой войны 1620—1621 годов, а также битву под Цецорой.
Дневники Маскевича подробно описывают осаду Смоленска (1609—1611), при этом подчёркнуто мужество защитников города, особенно его воеводы Михаила Шеина. Критически оценены действия военачальников Речи Посполитой, в том числе Станислава Жолкевского; значительное место в произведении занимает описание быта московских бояр, положительно оценены их мнения по поводу польских шляхетских вольностей, как шляхетского своеволия. Автор оправдывает жёсткую реакцию русского крестьянства в отношении войска Речи Посполитой, как месть за бедствия, причинённые ею народу.
Ему же принадлежат записки, помещённые, в русском переводе, в сборнике Н. Устрялова «Сказания современников о Дмитрии Самозванце».
Вопросов большой политики в «Дневниках» Маскевич не затрагивал. В дополнение к военным и политическим событиям он описал в дневнике сравнение польской и русской культуры.
Дневник написан в стиле шляхетской (благородной) гавенды (польск. gawęda) — текста, имитирующего устный рассказ, повествование о недавнем прошлом.

## Семья
Отец — Иван Семёнович Маскевич (ум. 1595) — владел частью имений Сервечь и Ятра, служил у Трокского каштеляна Остафия Валовича.
Старшие братья: Ян Маскевич, подсудок пинский, Габриель Маскевич и Даниил Маскевич.
Сын — известный мемуарист Богуслав Казимир Маскевич (1625—1683).